# 墨西哥骨尾魚
墨西哥骨尾魚（學名：Gila minacae）為輻鰭魚綱鯉形目雅羅魚科骨尾魚屬的其中一種，分布於北美洲墨西哥淡水流域，棲息在底中層水域，生活習性不明。

## 扩展阅读
維基物種上的相關：墨西哥骨尾魚